# Jean Jaurès
Jean Jaurès -en occità, Joan Jaurés- (Castras, Llenguadoc, 3 de setembre del 1859 - París, 31 de juliol del 1914)fou un dirigent i polític francès socialista.

## Biografia
Exercí com a professor de filosofia a la universitat de Tolosa. Després d'haver passat per les files del socialisme humanista, acceptà les teories del marxisme, i concebé un socialisme marxista d'arrel humanista, amb finalitats essencialment ètiques. Cofundador del Partit Socialista Francès (1901), en fou diputat per Caramaus des del 1902 fins que morí; també fou fundador del diari L'Humanité (18 d'abril del 1904) i defensor de la unió dels diferents grups socialistes francesos en un sol partit. El 1905, el Partit Socialista de França de Jules Guesde i el Partit Socialista Francès del mateix Jaurès es fusionaren per crear la Section Française de l'Internationale Ouvrière (SFIO).
No acceptà la dictadura del proletariat i considerava que els obrers pertanyen a una tradició cultural i que, concretament els francesos, són hereus dels corrents revolucionaris que arrenquen de la Revolució Francesa. Definí el patois com "la llengua d'un poble vençut", i va defensar l'ensenyament de les llengües autòctones a l'escola, tot i que sense gaire èxit.
També va ser defensor de la llengua auxiliar internacional esperanto. Així, el 1907 i en ocasió del 7è Congrés de la Segona Internacional a Stuttgart, va proposar, juntament amb un altre socialista francès, l'ús de l'esperanto en els documents oficials d'aquesta organització. La proposta va fracassar per l'oposició d'un socialdemòcrata alemany, fet que va provocar la protesta de figures com Edmond Privat, el qual destacava en una carta pública el contrast entre els principis dels socialistes internacionalistes i el seu comportament real.
De les seves obres, cal destacar l'Histoire Socialiste de la Repúblique Française (1901-08), en tretze volums. En L'armée nouvelle (1911), defensava un exèrcit popular preparat per a la defensa nacional. Fou assassinat per un militant d'Action Française dies abans de l'esclat de la Primera Guerra Mundial, per la seva negativa a donar suport a un govern de concentració nacional amb els partits burgesos per a fer front a la guerra contra les potències centrals. L'assassí de Jaurès, Raoul Villain, fou absolt del seu crim i, anys més tard, el 1936, fou assassinat a Eivissa, on residia, per elements anarcosindicalistes, en el marc de la guerra civil.

## Frase cèlebre
Tradició no vol dir preservar la cendra, sinó mantenir una flama viva.

## Obres
- Les Preuves (1898, sobre l'afer Dreyfus)
- Études socialistes
- Vers la république sociale
- Prefaci a "L'application du système collectiviste" de L. Deslinières (1898)
- Les Deux Méthodes (1900)
- Notre but (1904)
- La Révolution russe (1905)
- L'Alliance des peuples
- Conflit élargi (1912)
- L'Armée Nouvelle 1914
- Discours de Vaise 1914